# Gymnocarpium
Gymnocarpium este un gen de plante din familia Aspleniaceae.